# Моряк Попай
Моря́к Попа́й (англ. Popeye the Sailor, имя образовано от англ. pop-eyed «лупоглазый», «пучеглазый», буквально «Лупоглаз») — герой американских комиксов и мультфильмов.

## Персонаж
В большинстве случаев Попай предстаёт перед читателями и зрителями моряком среднего возраста с независимым характером, своеобразным голосом и манерой речи (коверкает слова и «глотает» звуки). Он постоянно прищуривает один глаз (по причине того, что дым от трубки попадает в него) . У него непропорционально развиты предплечья, на которых вытатуированы два якоря (реже — один), в большинстве мультфильмов также непропорционально большие икры. Во рту Попай неизменно держит курительную трубку из кукурузного початка (которую он часто использует как боцманский свисток). Как правило, Попай отличается в повседневной жизни огромной силой (может свободно поднять рояль, крупное животное, например, слона, и даже тяжёлую технику, вроде самолёта), но в критической ситуации, столкнувшись с чрезвычайной трудностью, съедает банку шпината и становится многократно сильнее. Характер задиристый, но дружелюбный. Кроме физической силы и бесстрашия, крайне находчив и изобретателен. Недостатки — вспыльчив и «легко ведётся на слабо». Достоинства — чувство справедливости и веселый нрав.

## История происхождения, комиксы
Моряк Попай создан художником-карикатуристом Элзи Крайслером Сегаром и впервые появился в серии ежедневных комиксов «Thimble Theatre» компании «King Features Syndicate», печатавшихся в «New York Journal». Некоторые историки мультипликации полагают, что прототипом для моряка Попая послужил некто Фрэнк Фигль по прозвищу «Rocky», бывший близким другом Элзи Сегара во времена его юности.
История персонажа началась 17 января 1929 года, когда в свет вышел очередной номер с новым сюжетом о бравом моряке. К уже существующим персонажам комикса — Олив Ойл (с англ. — «Оливковое масло»), Хэму Грэви (первому бойфренду Олив, с англ. — «Ветчина в соусе») и Кастору Ойлу (брату Олив, с англ. — «Касторовое масло») присоединился некий моряк. Его первые слова были ответом на вопрос Кастера Ойла «Эй ты там! Ты моряк?» (англ. «Hey there! Are you a sailor?») — «Ты думаешь, я ковбой?» (англ. «'Ja think I’m a cowboy?»).
Первоначально Попаю отводилась скромная эпизодическая роль, по замыслу Сегара его присутствие в комиксе должно было завершиться сразу же по окончании истории. Однако популярность персонажа в читательской среде стремительно выросла, и автор быстро переориентировал сюжет, сделав моряка главным действующим лицом. Хэм Грэви и Кастор Ойл отошли на второй план, а позднее и вовсе пропали из комиксов (Хэм Грэви — навсегда).
После смерти Сегара (он скончался в 1938 году в возрасте 43 лет) серия «Thimble Theatre» была передана творческому коллективу из нескольких сценаристов и художников, включая помощника Сегара, иллюстратора Бада Сагендорфа.

## Попай в истории кинематографа
Хронологически первый мультфильм с моряком Попаем — «Popeye the Sailor with Betty Boop», выпущенный Fleischer Studios — ещё позиционировался как совместный с Бетти Буп. В следующим мультфильме (в том же году) «I Yam What I Yam» (искаж. «Я таков, каков есть») Попай уже выступал как таковой, без сопровождения. Последняя (на Fleischer Studios) серия с его участием была выпущена в 1942 году и носила название «Baby Wants A Bottleship» (искаж. «Детка хочет военный корабль»; название построено на игре слов: «battleship» — линкор, «bottleship» — сувенирный корабль в бутылке). Всего в эти годы было выпущено 108 короткометражных мультфильмов. В период с 1942 по 1957 годы 126 мультфильмов с участием Попая вышло на студии «Famous Studios» (подразделение «Paramount Pictures»).
В период 1960—1962 годов мультфильмы в количестве 220 штук последовательно снимались студиями «Larry Harmon Pictures», «Rembrandt Films/Halas and Batchelor», «Gerald Ray Studios», «Jack Kinney Productions» и «Paramount Cartoon Studios»; продюсером выступила компания «King Features Syndicate». В периоды 1978—1983 годов и 1987—1988 годов мультфильмы в количестве 185 штук производились студией «Hanna-Barbera Productions» и продюсировались совместно с «King Features Syndicate».
В 1980 году вышел полнометражный фильм, в котором роль Попая исполнил Робин Уильямс.
В 2004 году к 75-летию персонажа был выпущен телефильм «Popeye’s Voyage: The Quest for Pappy», созданный с использованием компьютерной анимации студией «Mainframe Entertainment, Inc» (сейчас «Rainmaker Animation»).
Впервые в России мультфильмы о Попае были показаны в 1993 г., где главный герой говорит голосом актёра Владимира Радченко.
В январе 2025 года права на Попая перешли в общественное достояние, а потому в этот же год началось производство сразу трёх фильмов ужасов про Попая: «Месть Попая», «Разрази меня гром» и «Мокрячок Попай».

## Сюжеты и влияние на массовую культуру
Сюжеты мультфильмов, как правило, были незамысловаты и представляли собой вариации на тему борьбы за сердце Олив Ойл. Соперник Попая — Блуто (иногда также называемый Брутус) искал любви Олив Ойл, которая уже являлась девушкой моряка Попая, и предпринимал меры, не отличавшиеся деликатностью (как то: похищения, избиения, попытка убийства и проч.) Иногда роль Блуто доставалась стороннему персонажу. Обнаружив, что ситуация ему больше не подвластна, Попай съедал банку шпината, делавшую его чрезвычайно сильным, решал проблему и уединялся со своей возлюбленной.
Своеобразное чувство юмора Попая и его приключения привели к тому, что персонаж, появившийся почти век назад, до сих пор остаётся одним из самых популярных мультипликационных героев.
Персонажи мультфильма и комиксов про моряка Попая множество раз становились прототипами для сувенирной продукции, детских игрушек и прочих товаров народного потребления. Многие сохранились в единичных экземплярах и обладают коллекционной ценностью, в то время как некоторые из товаров выпускаются до сих пор.
Попай стало прозвищем известного армрестлера Джеффа Дейба, имеющего непропорционально большие руки (окружность предплечья 49 см).
Также:
- Campsicnemus popeye — вид мухи-зеленушки, названный в честь Попая[9].
- В 5-й серии японского аниме-сериала «Jetter Mars» 1977 года фигурирует робот с головой Попая (включая трубку), в русском дубляже названный «Здоровяк».
- Прозвище «Попай» носит детектив Джимми Дойл (актёр Джин Хекмен) — один из главных героев фильма «Французский связной» (1971 г., режиссёр Уильям Фридкин)
- Один из ближайших сообщников наркобарона Пабло Эскобара, киллер Джон Хайро Веласкес, недавно вышедший на свободу после 23 лет тюремного заключения, широко известен в Колумбии под именем «Попай».

## Музыка
Для мультфильма «Моряк Попай и Бетти Буп» (1933) Сэмми Лернером была написана заглавная тема «I’m Popeye the Sailor Man», которая постоянно использовалась для музыкального ряда этого персонажа и в последующие годы. Песню Лернера следует отличать от темы (народного) хорнпайпа The Sailor’s Hornpipe, которая в том же мультфильме используется в качестве инструментального вступления к песне Лернера, а также (многократно) — для музыкального оформления Попая в других мультфильмах «попаевской» серии и вообще в любых контекстах, где Попай фигурирует как эпизодический персонаж.

## Шпинат

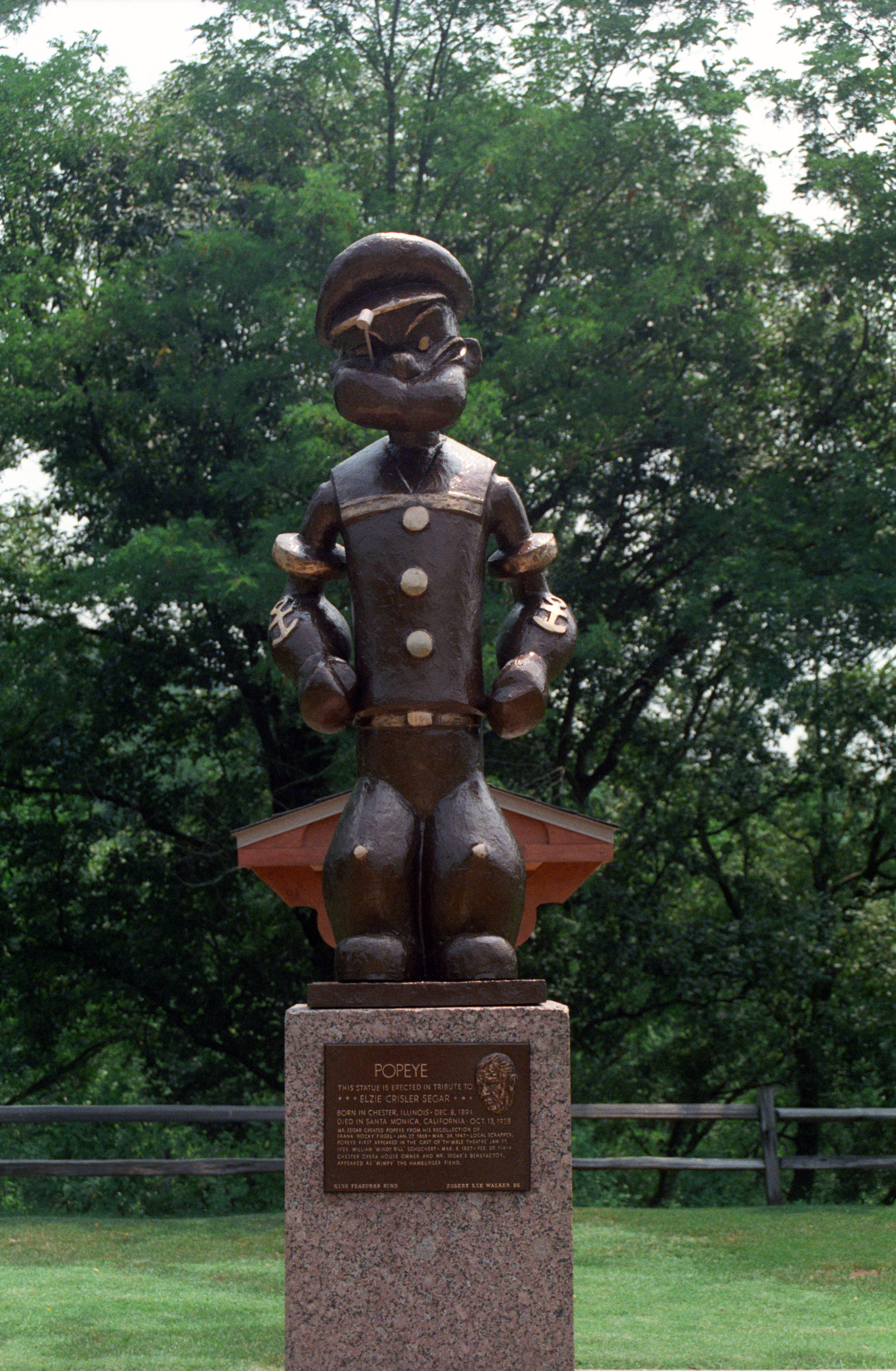
Статуя Попаю в Честере, Иллинойс, США

Потребность в шпинате как в своеобразном допинге — особенность, появившаяся у Попая в мультфильмах студии Fleischer. В комиксах он был достаточно силён и без него. Существует миф, что появление темы шпината приписывается влиянию опубликованных в 1870 году исследований доктора Эвона Вольфа, в которых, в результате опечатки, указывалось содержание железа в шпинате, в десять раз превышающее реальную величину. Ошибку обнаружили в 1937 году, но информация об этом открытии была обнародована лишь в 80-х годах.
Высокая популярность Попая в среде подростков и детей позволила популяризовать потребление в пищу овощей, и собственно самого шпината. В городе Кристал-Сити, Техас, местные производители шпината установили памятник моряку Попаю в знак благодарности за помощь, оказанную шпинатной индустрии. Пять других статуй моряку Попаю установлены в родном городе Сегара Честере (Иллинойс), три — в Альме (Арканзас), который претендует на звание «шпинатной столицы мира», и на территории Universal Studios.